# Express de Sacramento
Maillots
Les Express de Sacramento (officiellement en anglais : Sacramento Express) est un club américain de rugby à XV basé à Sacramento, en Californie. Il dispute le PRO Rugby, championnat professionnel aux États-Unis.
Le club est l'un des cinq jouant la saison inaugurale du PRO Rugby. L'organisation PRO Rugby cesse néanmoins ses activités en janvier 2017, avant qu'une seconde saison ne puisse être organisée, conduisant à la disparition du club.

## Historique
Le 18 novembre 2015, le PRO Rugby annonce que la ville de Sacramento est choisie pour accueillir la 1re des cinq équipes destinées à disputer le championnat inaugural.
Le PRO Rugby dévoile le 6 juin 2016 le nom arrêté des cinq équipes : l'équipe de Sacramento se nomme ainsi les Express, en référence au Pony Express, la ville étant le terminus du service de distribution sur la côte Pacifique.
Entraînée par Luke Gross, elle évolue alors au Bonney Field.
Après la fin de la saison 2016, quelques jours après la disparition de la franchise des Rush de San Francisco en raison de problèmes d'infrastructures, des tensions entre les instances organisatrices de PRO Rugby et USA Rugby, la fédération américaine de rugby à XV, dues à des négociations infructeuses menées depuis quatre mois, sont dévoilées publiquement. Doug Schoninger, CEO de PRO Rugby, annonce qu'à défaut d'un arrangement entre les deux instances, les contrats de l'ensemble des joueurs des franchises prendraient fin sous 30 jours. La compétition cesse ainsi ses activités au mois de janvier 2017, conduisant à la disparition de la franchise de Sacramento.